# Spaans 3×3-basketbalteam (vrouwen)
Het Spaans nationaal 3×3-basketbalteam is een team van 3×3-basketballers dat Spanje vertegenwoordigt in internationale wedstrijden. Het team staat onder verantwoordelijkheid van de Spaanse basketbalbond.

## Resultaten

### Wereldkampioenschappen
| Jaar           | Plaats | WG | W  | V  | Spelers                                  |
| -------------- | ------ | -- | -- | -- | ---------------------------------------- |
| 2012 Athene    | 10e    | 6  | 4  | 2  | Gastaminza, Nicholls, Ouviña, Rodríguez  |
| 2014 Moskou    | 9e     | 6  | 4  | 2  | Blé, Díaz, Gastaminza, Gómez             |
| 2016 Guangzhou | 4e     | 7  | 4  | 3  | Cuevas, García, Hurtado, Palomares       |
| 2017 Nantes    | 8e     | 5  | 3  | 2  | Gimeno, Menéndez, Montenegro, Ygueravide |
| 2018 Bocaue    | 7e     | 5  | 3  | 2  | Cuevas, Gimeno, Martínez, Ygueravide     |
| 2019 Amsterdam | 5e     | 5  | 4  | 1  | Cuevas, Gimeno, Martínez, Ygueravide     |
| 2022 Antwerpen | 5e     | 5  | 4  | 1  | Canella, Cuevas, Gimeno, Ygueravide      |
| 2023 Wenen     | 8e     | 6  | 3  | 3  | Canella, Gimeno, Muhate, Ygueravide      |
| Totaal         | 8/8    | 45 | 29 | 16 |                                          |